# مایکل شیبن
مایکل شیبن (انگلیسی: Michael Chabon؛ زادهٔ ۲۴ مهٔ ۱۹۶۳) یک نویسنده، مقاله‌نویس، فیلم‌نامه‌نویس، پدیدآور، و رمان‌نویس اهل ایالات متحده آمریکا است.
وی لیسانس رشته هنر را از دانشگاه پیتسبورگ و استادی رشته هنرهای زیبا را دانشگاه کالیفرنیا، ارواین کسب نموده است. در سال ۱۹۸۷ با یک شاعر با نام «لالی گرات» ازدواج نمود؛ ولی در سال ۱۹۹۱ از وی جدا شد. وی در سال ۱۹۹۳ با «آیِلِت والدمن» ازدواج نموده است. شیبن نویسندگی را از بیست و پنح سالگی شروع کرد. رمان «اسرار پیتسبرگ» (۱۹۸۸) اولین کتاب وی بود که با استقبال خوبی از طرف خوانندگان داستان‌های علمی-تخیلی روبرو شد. وی در سال ۲۰۰۱ به خاطر نگارش رمان «ماجراهای شگفت‌انگیز کاوالیر و کلی» (The Amazing Adventures of Kavalier & Clay) جایزه پولیتزر رمان را دریافت نمود؛ کتاب «مجمع پلیس‌های عبری» (The Yiddish Policemen's Union) را در سال ۲۰۰۷ منتشر نمود که در برنده جایزه علمی-تخیلی هوگو در سال ۲۰۰۸ شد. وی بجز نگارش داستان‌های علمی-تاریخی در سایر حوزه‌های ادبی از جمله رمان و داستان کوتاه نیز آثاری خلق نموده است.

## بخشی از جوایز
وی برنده جوایزی همچون جایزه اوهنری (۱۹۹۹) جایزه پولیتزر برای داستان (۲۰۰۱)، جایزه نبولا (۲۰۰۷) و جایزه هوگو (۲۰۰۸)شده‌است.